# Thy Majestie
Thy Majestie est un groupe de power metal italien, originaire de Palerme, en Sicile. Leur musique est typiquement cinématographique en relation avec l'épique et une sonorité symphonique. Plus sombre que le power metal classique, Thy Majestie se démarque des autres groupes du même style musical,. Ils comptent au total cinq albums studio.

## Biographie

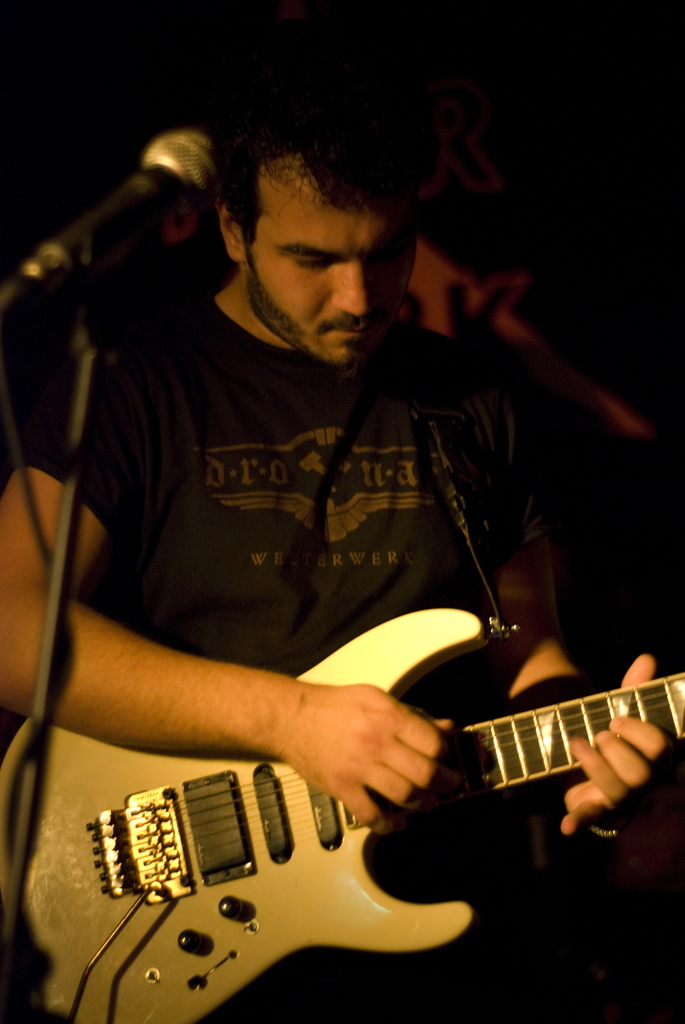
Le guitariste Simone Campione et Thy Majestie au Fear Dark Festival, en 2008.

Le groupe est formé par Giuseppe Bondì et Claudio Diprima dont le but de créer leur propre style musical après avoir joué dans un groupe de reprises. Maurizio Malta, Giovanni Santini, Michele Cristofalo et Dario Grillo les rejoint pour former Thy Majestie. Après la sortie de Sword, Crown and Shields, une démo trois titres, Thy Majestie compose de nouvelles chansons pour un album auto-produit intitulé Perpetual Glory en mars 1999. Ils réussissent à signer avec le label Scarlet Records. En mars 2000, ils travaillent sur leur premier album studio, The Lasting Power, est terminé en avril 2000.
En septembre 2001, Limb Music (Rhapsody of Fire) remarque Thy Majestie mais ne peut les signer car ils sont déjà chez Scarlet Music Records pour deux albums. En janvier 2002, Thy Majestie est contacté par Thomas Youngblood, qui leur demande de jouer avec lui et Kamelot. En 2002, ils publient l'album Hastings 1066 qui s'inspire de la Bataille d'Hastings. En novembre 2003, le chanteur Dario Grillo quitte le groupe pour poursuivre une carrière (leader du groupe Platens). En décembre 2003, Gabriele Grilli (qui jouait dans Doomsword) le remplace. Mais en octobre 2004, il part à la suite de « divergences personnelles ».
2005 assiste à la sortie de leur troisième album, Jeanne d'Arc, un album-concept qui parle de l'héroïne française du même nom. L'album est publié chez Scarlet Records. Son style musical est comparé à celui de Labyrinth. Le 3 mai 2005, Giulio Di Gregorio est renvoyé du groupe à cause de sa mauvaise connaissance de l'anglais et de ses nombreux problèmes de santé qui l'empêchent de jouer sur scène. Après une courte période avec le chanteur américain Matt Aub (de Timelord), Thy Majestie annonce le retour de Dario Grillo. Mais son retour mène au même problèmes qu'il y a quatre ans et le groupe s'en sépare  définitivement. Dario Grillo est remplacé par Dario Cascio. Pendant ce temps, le guitariste Giovanni Santini décide de quitter le groupe et est remplacé par Simone Campione. À la fin de 2007, le membre fondateur, Giuseppe Bondi, quitte Thy Majestie pour des raisons personnelles.
Un nouveau claviériste, Valerio Castorino, est pris dans le groupe, qui signe un nouvel accord au label Dark Balance Records. Thy Majestie joue à l'Immortal Metal Fest en Finlande le 19 avril 2008, au Fear Dark de Zwolle, aux Pays-Bas, le 24 mai 2008, et à Stuttgart, en Allemagne, le 1er juin 2008. Le groupe publie l'album Dawn le 1er septembre 2008, dont le style est comparé à celui de groupes suédois comme Axenstar et Dragonland.
Valerio Castorino tourne avec Thy Majestie en Europe, et Dario Cascio quitte le groupe. Giuseppe Carrubba (ex-Inner Quest) et Alessio Taormina le remplacent. Ils publient leur cinquième album, ShiHuangDi, en 2012 chez Scarlet Records.

## Discographie
- 1999 : Perpetual Glory (auto-production)
- 2000 : The Lasting Power
- 2001 : 1066 (démo)
- 2002 : Hastings 1066
- 2003 : Echoes of War (EP)
- 2005 : Jeanne d'Arc
- 2008 : Dawn
- 2012 : ShiHuangDi

## Membres

### Membres actuels
- Claudio Diprima - batterie (depuis 1998)
- Giuseppe Carrubba - claviers (depuis 1999)
- Dario D'Alessandro - basse (depuis 1999)
- Simone Campione - guitare (depuis 2007)
- Alessio Taormina - chant  (depuis 2010)

### Anciens membres
- Dario Cascio - chant (2008–2010)
- Gabriele Grilli - chant (2003–2004)
- Michele Cristofalo - basse (1998–1999)
- Giulio Di Gregorio - chant (2004-2006)
- Matt Aub - chant (2006)
- Giovanni Santini - guitare (1998- April 2007)
- Dario Grillo - chant, guitare acoustique (1998–2003 ; 2006-2007)
- Giuseppe Bondì - claviers (1998–2007)
- Maurizio Malta - guitare (1998–2008)
- Valerio Castorino - claviers (2008)